# Tommi Mäkinen
Pour les articles homonymes, voir Mäkinen.
Tommi Mäkinen, né le 26 juin 1964 à Jyväskylän maalaiskunta (village de Puuppola), est un pilote de rallye finlandais, surnommé The Flying Finn. Marié et père de deux enfants, il partage sa vie familiale entre Monaco et Jyväskylä depuis 1999.
Il a remporté le championnat du monde WRC en 1996, 1997, 1998 et 1999. Il est le premier pilote à avoir remporté trois, puis quatre titres consécutifs, tous acquis avec Ralliart, écurie nipponne officielle du constructeur Mitsubishi où il reste durant près de huit saisons, entre 1994 et 2001. Mitsubishi ne remportera pas d'autre titre pilote par ailleurs.

## Biographie
À 14 ans, il remporte une épreuve en catégorie de district junior. 
Après avoir été ouvrier forestier (après des études agricoles durant près de deux ans), il fait ses débuts en rallye en 1985 sur une Ford Escort RS 2000, financée par Nokia. Il participe pour la première fois au niveau mondial en 1987, à l'âge de 23 ans, lors du Rallye des Mille Lacs.
En 1990, Seppo Harjanne (champion du monde en 1985 avec Timo Salonen) devient son copilote attitré. La même année, Mäkinen remporte trois victoires en groupe N avec lui, sur Mitsubishi Galant VR-4, pour 4 épreuves WRC terminées sur cinq disputées, terminant ainsi l'année 3e du groupe N.
Vainqueur de 24 rallyes, dont 5 à Monte-Carlo, il entame sa série de victoires dans son propre pays en 1994, et reste le seul à avoir remporté à cinq reprises consécutives le rallye finnois (dont une alors que l'épreuve est inscrite au seul championnat FIA 2L. des constructeurs en 1995). Il conquiert ses quatre titres mondiaux de 1996 à 1999, sans jamais avoir terminé deuxième du championnat. 
En 1998 sort un jeu vidéo dont il est le fil conducteur, et en 2001, il quitte Ralliart sur une troisième place au championnat.
Grâce à Prodrive, il effectue alors deux saisons au sein du Subaru World Rally Team en 2002 et 2003, en remplacement du champion du monde 2001 Richard Burns parti chez Peugeot, et en aidant Petter Solberg dans la conquête de son unique titre, en 2003. 
Son dernier succès en 2002 est obtenu au détriment de Sébastien Loeb au Monte-Carlo : Loeb est privé finalement de sa première victoire en WRC du fait d'un simple changement de pneumatiques à l'arrêt non autorisé en dehors du parc fermé, et Mäkinen devient alors le pilote ayant obtenu seul le plus de victoires.
Il prend sa retraite à la fin de la saison 2003 après un dernier podium au rallye de Grande-Bretagne, et a ouvert depuis une école de rallye en Finlande.

## Palmarès

### Titres
| Saison | Titre                                       | Voiture                                                        |
| --- | ------------------------------------------- | -------------------------------------------------------------- |
| 1988 | Champion de Finlande des rallyes (groupe N) | Lancia Delta HF 4WD                                            |
| 1996 | Champion du monde des rallyes               | Mitsubishi Lancer Evolution III                                |
| 1997 | Champion du monde des rallyes               | Mitsubishi Lancer Evolution IV                                 |
| 1998 | Champion du monde des rallyes               | Mitsubishi Lancer Evolution IV / Mitsubishi Lancer Evolution V |
| 1999 | Champion du monde des rallyes               | Mitsubishi Lancer Evolution V / Mitsubishi Lancer Evolution VI |
| En 1998, il participe avec Richard Burns à la victoire de Mitsubishi pour le titre mondial des conducteurs WRC, grâce aux Evolution IV / V. |                                             |                                                                |

### Victoires en rallye

#### Victoires en championnat d'Europe des rallyes
| # | Saison | Rallye              | Pays     | Copilote      | Voiture                   |
| - | ------ | ------------------- | -------- | ------------- | ------------------------- |
| 1 | 1989   | 24e Rallye Arctique | Finlande | Timo Hantunen | Lancia Delta HF Integrale |

(nb: 2e la même année du rallye Hanki)

#### Victoires en championnat du monde des rallyes (WRC)

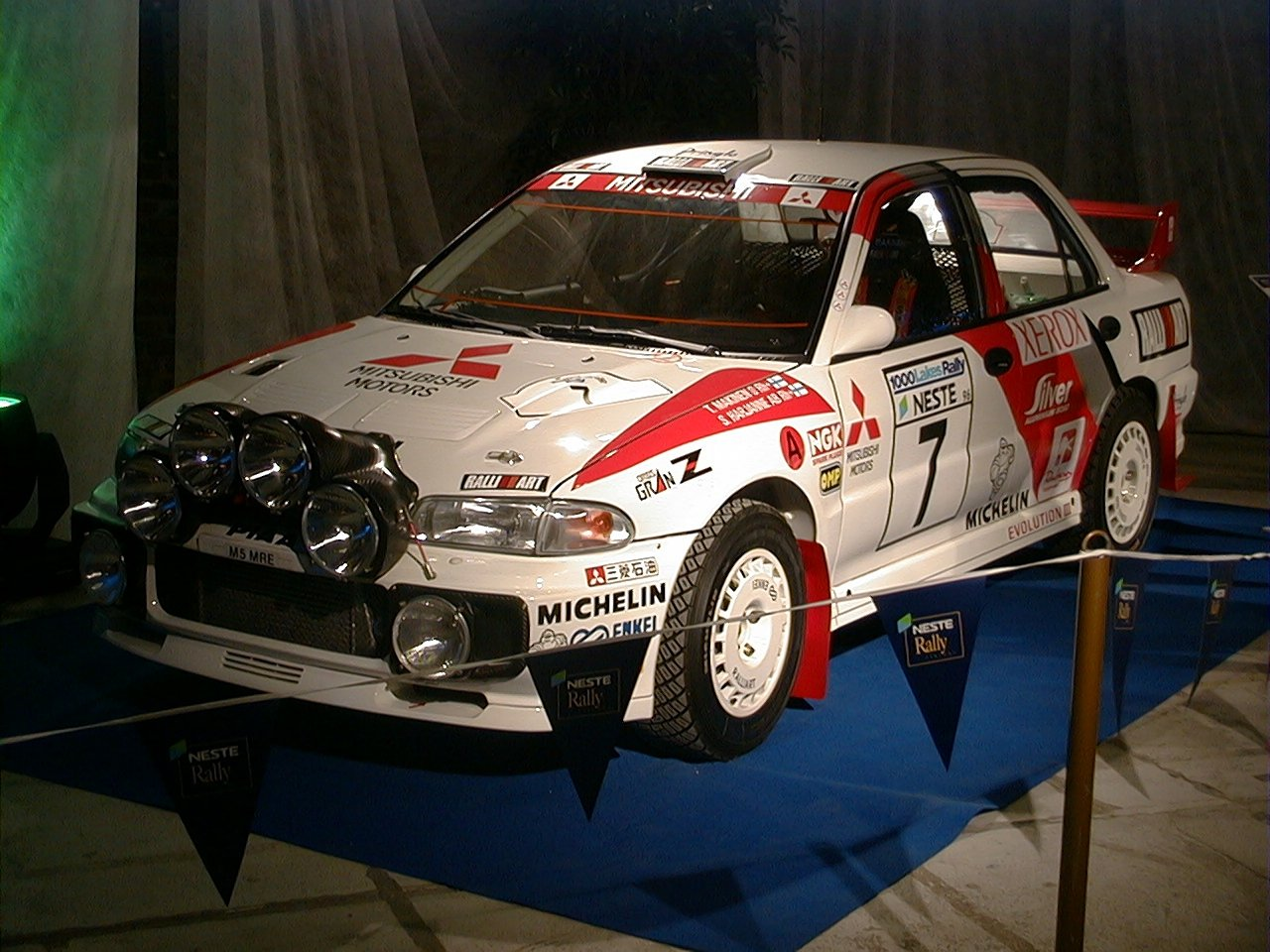
Mitsubishi Lancer Evo III (1996).

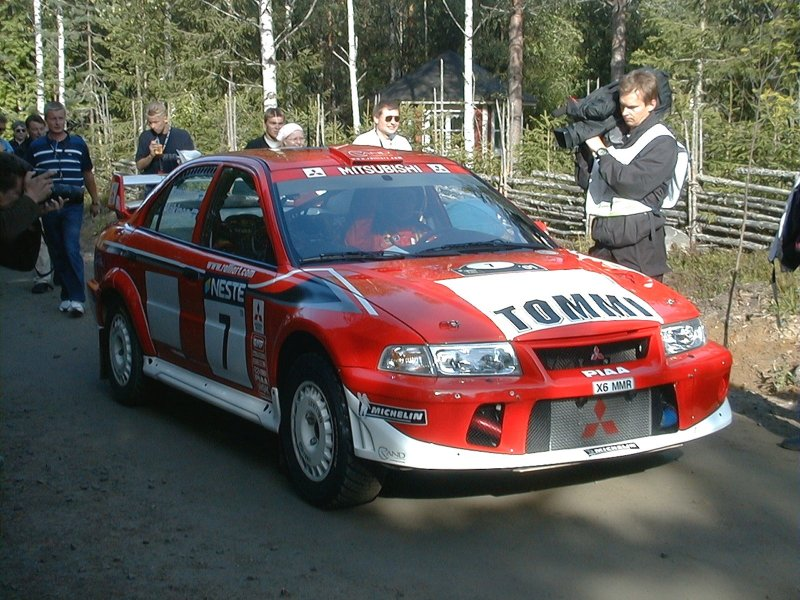
Mitsubishi Lancer Evo 6.5 (2001).

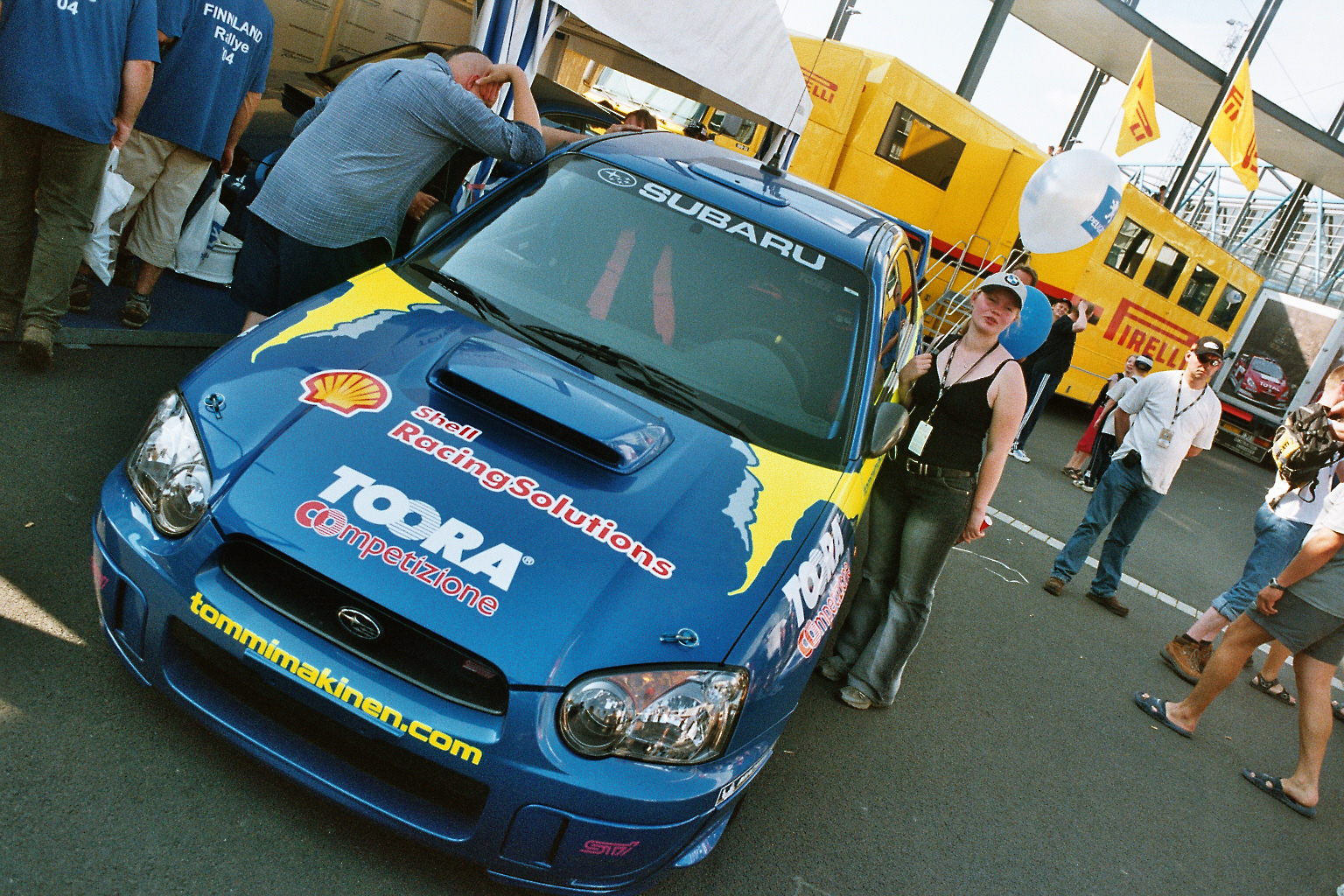
Subaru Impreza S9 WRC (2003).

| #  | Saison | Rallye                         | Pays             | Copilote           | Voiture                         |
| -- | ------ | ------------------------------ | ---------------- | ------------------ | ------------------------------- |
| 1  | 1994   | 44e Rallye des 1000 lacs       | Finlande         | Seppo Harjanne     | Ford Escort RS Cosworth         |
| 2  | 1996   | 45e Rallye de Suède            | Suède            | Seppo Harjanne     | Mitsubishi Lancer Evolution III |
| 3  | 1996   | 44e Rallye Safari              | Kenya            | Seppo Harjanne     | Mitsubishi Lancer Evolution III |
| 4  | 1996   | 16e Rallye d'Argentine         | Argentine        | Seppo Harjanne     | Mitsubishi Lancer Evolution III |
| 5  | 1996   | 46e Rallye des 1000 lacs       | Finlande         | Seppo Harjanne     | Mitsubishi Lancer Evolution III |
| 6  | 1996   | 9e Rallye d'Australie          | Australie        | Seppo Harjanne     | Mitsubishi Lancer Evolution III |
| 7  | 1997   | 31e Rallye du Portugal         | Portugal         | Seppo Harjanne     | Mitsubishi Lancer Evolution IV  |
| 8  | 1997   | 33e Rallye de Catalogne        | Espagne          | Seppo Harjanne     | Mitsubishi Lancer Evolution IV  |
| 9  | 1997   | 17e Rallye d'Argentine         | Argentine        | Seppo Harjanne     | Mitsubishi Lancer Evolution IV  |
| 10 | 1997   | 47e Rallye de Finlande         | Finlande         | Seppo Harjanne     | Mitsubishi Lancer Evolution IV  |
| 11 | 1998   | 47e Rallye de Suède            | Suède            | Risto Mannisenmäki | Mitsubishi Lancer Evolution IV  |
| 12 | 1998   | 18e Rallye d'Argentine         | Argentine        | Risto Mannisenmäki | Mitsubishi Lancer Evolution V   |
| 13 | 1998   | 48e Rallye de Finlande         | Finlande         | Risto Mannisenmäki | Mitsubishi Lancer Evolution V   |
| 14 | 1998   | 40e Rallye Sanremo             | Italie           | Risto Mannisenmäki | Mitsubishi Lancer Evolution V   |
| 15 | 1998   | 11e Rallye d'Australie         | Australie        | Risto Mannisenmäki | Mitsubishi Lancer Evolution V   |
| 16 | 1999   | 67e Rallye Monte-Carlo         | Monaco           | Risto Mannisenmäki | Mitsubishi Lancer Evolution VI  |
| 17 | 1999   | 48e Rallye de Suède            | Suède            | Risto Mannisenmäki | Mitsubishi Lancer Evolution VI  |
| 18 | 1999   | 29e Rallye de Nouvelle-Zélande | Nouvelle-Zélande | Risto Mannisenmäki | Mitsubishi Lancer Evolution VI  |
| 19 | 1999   | 41e Rallye Sanremo             | Italie           | Risto Mannisenmäki | Mitsubishi Lancer Evolution VI  |
| 20 | 2000   | 68e Rallye Monte-Carlo         | Monaco           | Risto Mannisenmäki | Mitsubishi Lancer Evolution VI  |
| 21 | 2001   | 69e Rallye Monte-Carlo         | Monaco           | Risto Mannisenmäki | Mitsubishi Lancer Evolution 6.5 |
| 22 | 2001   | 35e Rallye du Portugal         | Portugal         | Risto Mannisenmäki | Mitsubishi Lancer Evolution 6.5 |
| 23 | 2001   | 49e Rallye Safari              | Kenya            | Risto Mannisenmäki | Mitsubishi Lancer Evolution 6.5 |
| 24 | 2002   | 70e Rallye Monte-Carlo         | Monaco           | Kaj Lindström      | Subaru Impreza WRC 2001         |

### Records détenus en championnat du monde des rallyes
- Champion avec le plus petit écart de point : 1 pt au championnat du monde des rallyes 1997, face à Colin McRae : 63 pts contre 62 pts (record partagé avec Hannu Mikkola, Petter Solberg et Sébastien Loeb)
- victoires consécutives sur neige : 2 (record partagé avec Mats Jonsson, Marcus Grönholm et Mikko Hirvonen)

### Race of Champions
- Coupe des Nations: 1999 (avec Jyrki Järvilehto (JJ Lehto) & Kari Tiainen, pour la Finlande, à Grande Canarie);
- Champion des Champions: 2000 (Grande Canarie).

### Résultats détaillés en championnat du monde des rallyes
| 1987 | MON     | SWE     | POR     | KEN     | FRA     | GRE     | USA     | NZL     | ARG     | FIN     | CIV     | ITA    | GBR     |         | 0   | -   |  |  |
| 1987 | -       | -       | -       | -       | -       | -       | -       | -       | -       | Ab.[1]  | -       | -      | -       |         | 0   | -   |  |  |
| |         |         |         |         |         |         |         |         |         |         |         |        |         |         |     |     |  |  |
| 1988 | MON     | SWE     | POR     | KEN     | FRA     | GRE     | USA     | NZL     | ARG     | FIN     | CIV     | ITA    | GBR     |         | 0   | -   |  |  |
| 1988 | -       | -       | -       | -       | -       | -       | -       | -       | -       | Ab.[2]  | -       | -      | Ab.[3]  |         | 0   | -   |  |  |
| |         |         |         |         |         |         |         |         |         |         |         |        |         |         |     |     |  |  |
| 1989 | SWE     | MON     | POR     | KEN     | FRA     | GRE     | NZL     | ARG     | FIN     | AUS     | ITA     | CIV    | GBR     |         | 0   | -   |  |  |
| 1989 | Ab.[4]  | -       | -       | -       | -       | -       | -       | -       | Ab.[5]  | -       | -       | -      | -       |         | 0   | -   |  |  |
| |         |         |         |         |         |         |         |         |         |         |         |        |         |         |     |     |  |  |
| 1990 | MON     | SWE     | POR     | KEN     | FRA     | GRE     | NZL     | ARG     | FIN     | AUS     | ITA     | CIV    | GBR     |         | 10  | 24e |  |  |
| 1990 | -       | An.     | -       | -       | -       | -       | 6e      | -       | 11e     | 7e      | 13e     | -      | Ab.[6]  |         | 10  | 24e |  |  |
| |         |         |         |         |         |         |         |         |         |         |         |        |         |         |     |     |  |  |
| 1991 | MON     | SWE     | POR     | KEN     | FRA     | GRE     | NZL     | ARG     | FIN     | AUS     | ITA     | CIV    | ESP     | GBR     | 8   | 29e |  |  |
| 1991 | -       | 13e     | Ab.[6]  | -       | -       | -       | Ab.[7]  | -       | 5e      | -       | -       | -      | -       | Ab.[1]  | 8   | 29e |  |  |
| |         |         |         |         |         |         |         |         |         |         |         |        |         |         |     |     |  |  |
| 1992 | MON     | SWE     | POR     | KEN     | FRA     | GRE     | NZL     | ARG     | FIN     | AUS     | ITA     | CIV    | ESP     | GBR     | 5   | 40e |  |  |
| 1992 | 9e      | -       | Ab.[1]  | -       | -       | -       | -       | -       | Ab.[6]  | -       | -       | -      | -       | 8e      | 5   | 40e |  |  |
| |         |         |         |         |         |         |         |         |         |         |         |        |         |         |     |     |  |  |
| 1993 | MON     | SWE     | POR     | KEN     | FRA     | GRE     | ARG     | NZL     | FIN     | AUS     | ITA     | ESP    | GBR     |         | 26  | 10e |  |  |
| 1993 | -       | 4e      | -       | -       | -       | 6e      | -       | -       | 4e      | -       | -       | -      | NP      |         | 26  | 10e |  |  |
| |         |         |         |         |         |         |         |         |         |         |         |        |         |         |     |     |  |  |
| 1994 | MON     | POR     | KEN     | FRA     | GRE     | ARG     | NZL     | FIN     | ITA     | GBR     |         |        |         |         | 22  | 10e |  |  |
| 1994 | -       | Ab.[8]  | -       | -       | -       | -       | -       | 1er     | Ab.[9]  | 9e      |         |        |         |         | 22  | 10e |  |  |
| |         |         |         |         |         |         |         |         |         |         |         |        |         |         |     |     |  |  |
| 1995 | MON     | SWE     | POR     | FRA     | NZL     | AUS     | ESP     | GBR     |         |         |         |        |         |         | 38  | 5e  |  |  |
| 1995 | 4e      | 2e      | -       | 8e      | Ab.[1]  | 4e      | Ab.[1]  | Ab.[4]  |         |         |         |        |         |         | 38  | 5e  |  |  |
| |         |         |         |         |         |         |         |         |         |         |         |        |         |         |     |     |  |  |
| 1996 | SWE     | KEN     | INA     | GRE     | ARG     | FIN     | AUS     | ITA     | ESP     |         |         |        |         |         | 123 | 1er |  |  |
| 1996 | 1er     | 1er     | Ab.[8]  | 2e      | 1er     | 1er     | 1er     | Ab.[1]  | 5e      |         |         |        |         |         | 123 | 1er |  |  |
| |         |         |         |         |         |         |         |         |         |         |         |        |         |         |     |     |  |  |
| 1997 | MON     | SWE     | KEN     | POR     | ESP     | FRA     | ARG     | GRE     | NZL     | FIN     | INA     | ITA    | AUS     | GBR     | 63  | 1er |  |  |
| 1997 | 3e      | 3e      | Ab.[10] | 1er     | 1er     | Ab.[11] | 1er     | 3e      | Ab.[12] | 1er     | Ab.[13] | 3e     | 2e      | 6e      | 63  | 1er |  |  |
| |         |         |         |         |         |         |         |         |         |         |         |        |         |         |     |     |  |  |
| 1998 | MON     | SWE     | KEN     | POR     | ESP     | FRA     | ARG     | GRE     | NZL     | FIN     | INA     | ITA    | AUS     | GBR     | 58  | 1er |  |  |
| 1998 | Ab.[14] | 1er     | Ab.[15] | Ab.[1]  | 3e      | Ab.[16] | 1er     | Ab.[16] | 3e      | 1er     | An.     | 1er    | 1er     | Ab.[1]  | 58  | 1er |  |  |
| |         |         |         |         |         |         |         |         |         |         |         |        |         |         |     |     |  |  |
| 1999 | MON     | SWE     | KEN     | POR     | ESP     | FRA     | ARG     | GRE     | NZL     | FIN     | CHN     | ITA    | AUS     | GBR     | 62  | 1er |  |  |
| 1999 | 1er     | 1er     | Dq.[17] | 5e      | 3e      | 6e      | 4e      | 3e      | 1er     | Ab.[18] | Ab.[9]  | 1er    | 3e      | Ab.[8]  | 62  | 1er |  |  |
| |         |         |         |         |         |         |         |         |         |         |         |        |         |         |     |     |  |  |
| 2000 | MON     | SWE     | KEN     | POR     | ESP     | ARG     | GRE     | NZL     | FIN     | CYP     | FRA     | ITA    | AUS     | GBR     | 36  | 5e  |  |  |
| 2000 | 1er     | 2e      | Ab.[19] | Ab.[14] | 4e      | 3e      | Ab.[20] | Ab.[21] | 4e      | 5e      | Ab.[14] | 3e     | Dq.[22] | 3e      | 36  | 5e  |  |  |
| |         |         |         |         |         |         |         |         |         |         |         |        |         |         |     |     |  |  |
| 2001 | MON     | SWE     | POR     | ESP     | ARG     | CYP     | GRE     | KEN     | FIN     | NZL     | ITA     | FRA    | AUS     | GBR     | 41  | 3e  |  |  |
| 2001 | 1er     | Ab.[14] | 1er     | 3e      | 4e      | Ab.[14] | 4e      | 1er     | Ab.[9]  | 8e      | Ab.[23] | Ab.[1] | 6e      | Ab.[23] | 41  | 3e  |  |  |
| |         |         |         |         |         |         |         |         |         |         |         |        |         |         |     |     |  |  |
| 2002 | MON     | SWE     | FRA     | ESP     | CYP     | ARG     | GRE     | KEN     | FIN     | GER     | ITA     | NZL    | AUS     | GBR     | 22  | 8e  |  |  |
| 2002 | 1er     | Ab.[24] | Ab.[25] | Ab.[26] | 3e      | Ab.[14] | Ab.[23] | Ab.[9]  | 6e      | 7e      | Dq.[27] | 3e     | Dq.[28] | 4e      | 22  | 8e  |  |  |
| |         |         |         |         |         |         |         |         |         |         |         |        |         |         |     |     |  |  |
| 2003 | MON     | SWE     | TUR     | NZL     | ARG     | GRE     | CYP     | GER     | FIN     | AUS     | ITA     | FRA    | ESP     | GBR     | 30  | 8e  |  |  |
| 2003 | Ab.[14] | 2e      | 8e      | 7e      | Ab.[29] | 5e      | Ab.[26] | Ab.[30] | 6e      | 6e      | 10e     | 7e     | 8e      | 3e      | 30  | 8e  |  |  |
| |         |         |         |         |         |         |         |         |         |         |         |        |         |         |     |     |  |  |
| Motifs des abandons et disqualifications : 1. Accident 2. Arbre de transmission 3. Panne d'essence 4. Transmission 5. Différentiel 6. Boîte de vitesses 7. Joint de culasse 8. Moteur 9. Suspension 10. Différentiel avant 11. A heurté une vache sur la spéciale 12. Tonneau(x) 13. Radiateur 14. Sortie de route 15. Courroie de distribution 16. Électrique 17. Assistance illégale 18. Embrayage 19. Suspension arrière 20. hub shaft 21. withdrew (damage) 22. Turbo illégal 23. Roue arrachée 24. Surchauffe 25. Suspension endommagée 26. Mécanique 27. Hors-délai 28. En dessous du poids autorisé 29. withdrew (too far behind) 30. Alternateur |         |         |         |         |         |         |         |         |         |         |         |        |         |         |     |     |  |  |

### Résultats complets en championnat du monde des rallyes

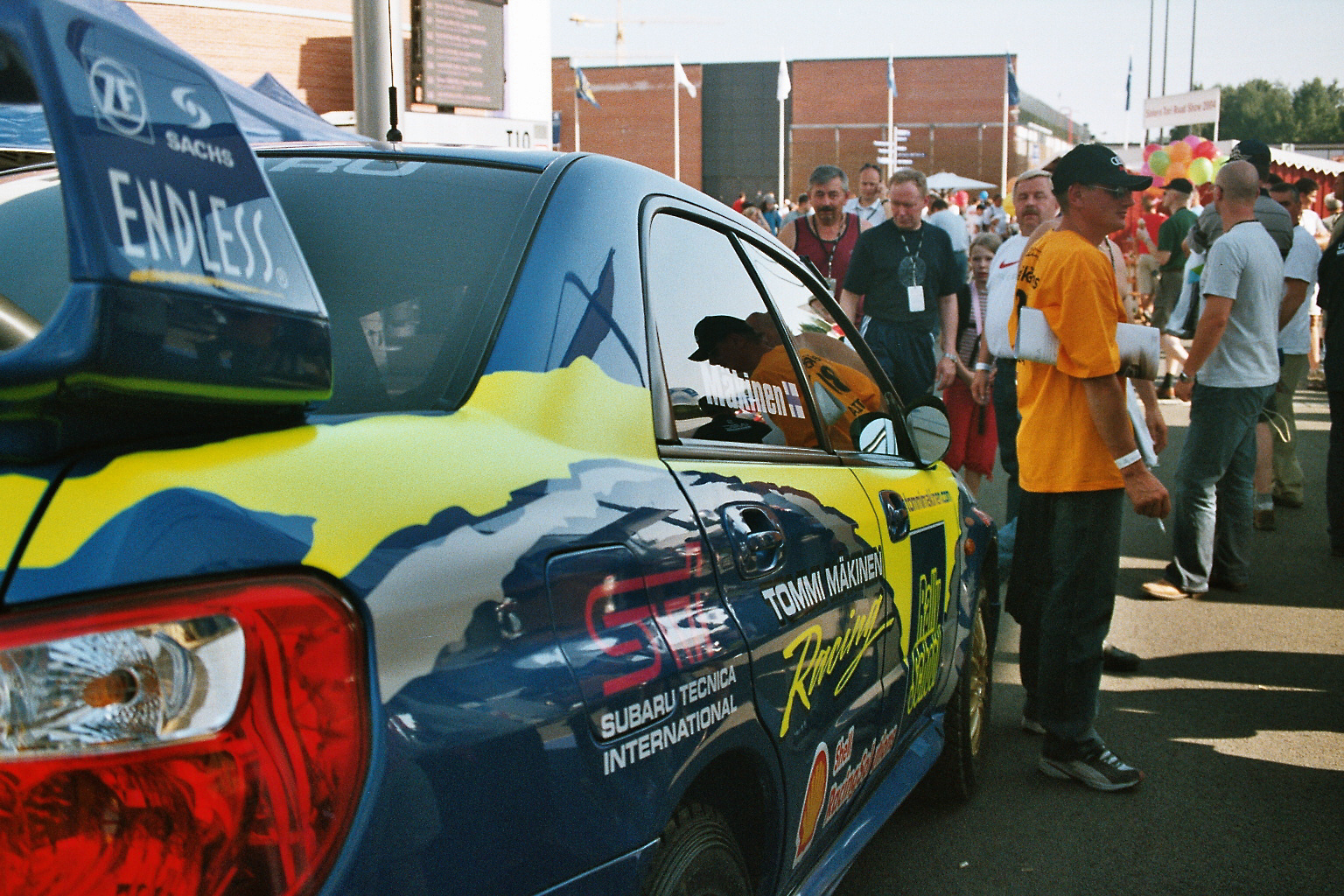
Subaru Impreza S9 WRC (2003).

| Saison | Équipe                  | Départs | Victoires | Podiums | Abandons | Points | Classement final |
| ------ | ----------------------- | ------- | --------- | ------- | -------- | ------ | ---------------- |
| 1987   | Privé                   | 1       | 0         | 0       | 1        | 0      | -                |
| 1988   | Privé                   | 2       | 0         | 0       | 2        | 0      | -                |
| 1989   | Toyota                  | 2       | 0         | 0       | 2        | 0      | -                |
| 1990   | Privé                   | 5       | 0         | 0       | 1        | 10     | 24e              |
| 1991   | Mazda, Privé            | 5       | 0         | 0       | 3        | 8      | 29e              |
| 1992   | Nissan                  | 4       | 0         | 0       | 2        | 5      | 40e              |
| 1993   | Privé                   | 3       | 0         | 0       | 0        | 26     | 10e              |
| 1994   | Ford, Mitsubishi, Privé | 4       | 1         | 1       | 2        | 22     | 10e              |
| 1995   | Mitsubishi              | 7       | 0         | 1       | 3        | 38     | 5e               |
| 1996   | Mitsubishi              | 9       | 5         | 6       | 2        | 123    | Champion         |
| 1997   | Mitsubishi              | 14      | 4         | 9       | 4        | 63     | Champion         |
| 1998   | Mitsubishi              | 13      | 5         | 7       | 6        | 58     | Champion         |
| 1999   | Mitsubishi              | 14      | 4         | 7       | 4        | 62     | Champion         |
| 2000   | Mitsubishi              | 14      | 1         | 5       | 6        | 36     | 5e               |
| 2001   | Mitsubishi              | 14      | 3         | 4       | 5        | 41     | 3e               |
| 2002   | Subaru                  | 14      | 1         | 3       | 8        | 22     | 8e               |
| 2003   | Subaru                  | 14      | 0         | 2       | 4        | 30     | 8e               |
| Total  |                         | 139     | 24        | 45      | 56       | 544    | 4 titres         |

### Victoires en P-WRC
- Rallye de Nouvelle-Zélande: 1990;
- Rallye de Finlande: 1990;

### Victoires en APRC
- Rallye de Thaïlande: 1995;
- Rallye d'Australie: 1996.

## Distinctions
- Autosport Autosport's International Rally Driver Annual Award 1996, 1997, 1998 et 1999;
- Membre du Rally Hall of Fame depuis 2013 (quatrième promotion).